# إدوين ويلارد ديمنغ
إدوين ويلارد ديمنغ (بالإنجليزية: Edwin Willard Deming)‏ هو نحات ورسام أمريكي، ولد في 26 أغسطس 1860، وتوفي في 15 أكتوبر 1942.

## معرض صور

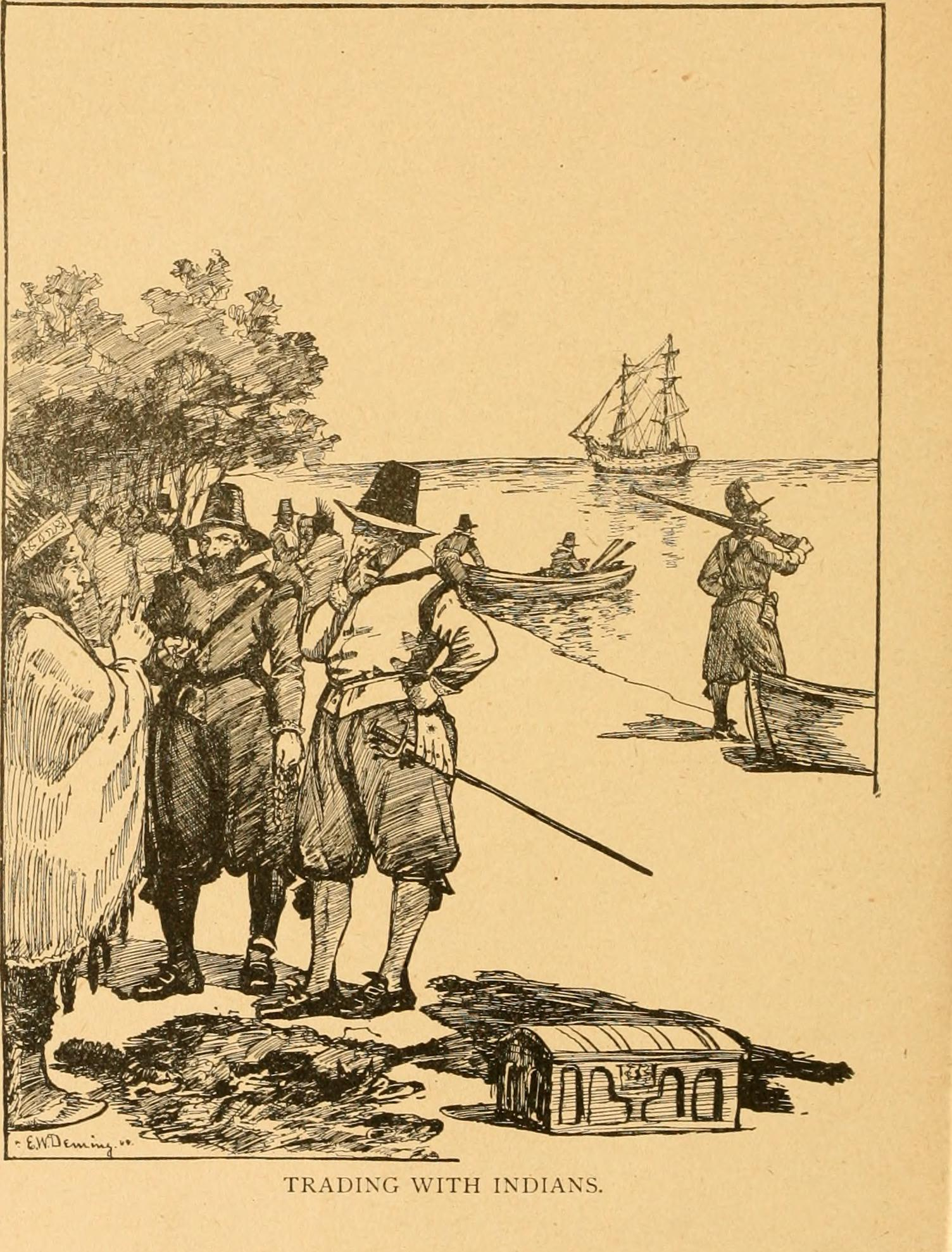
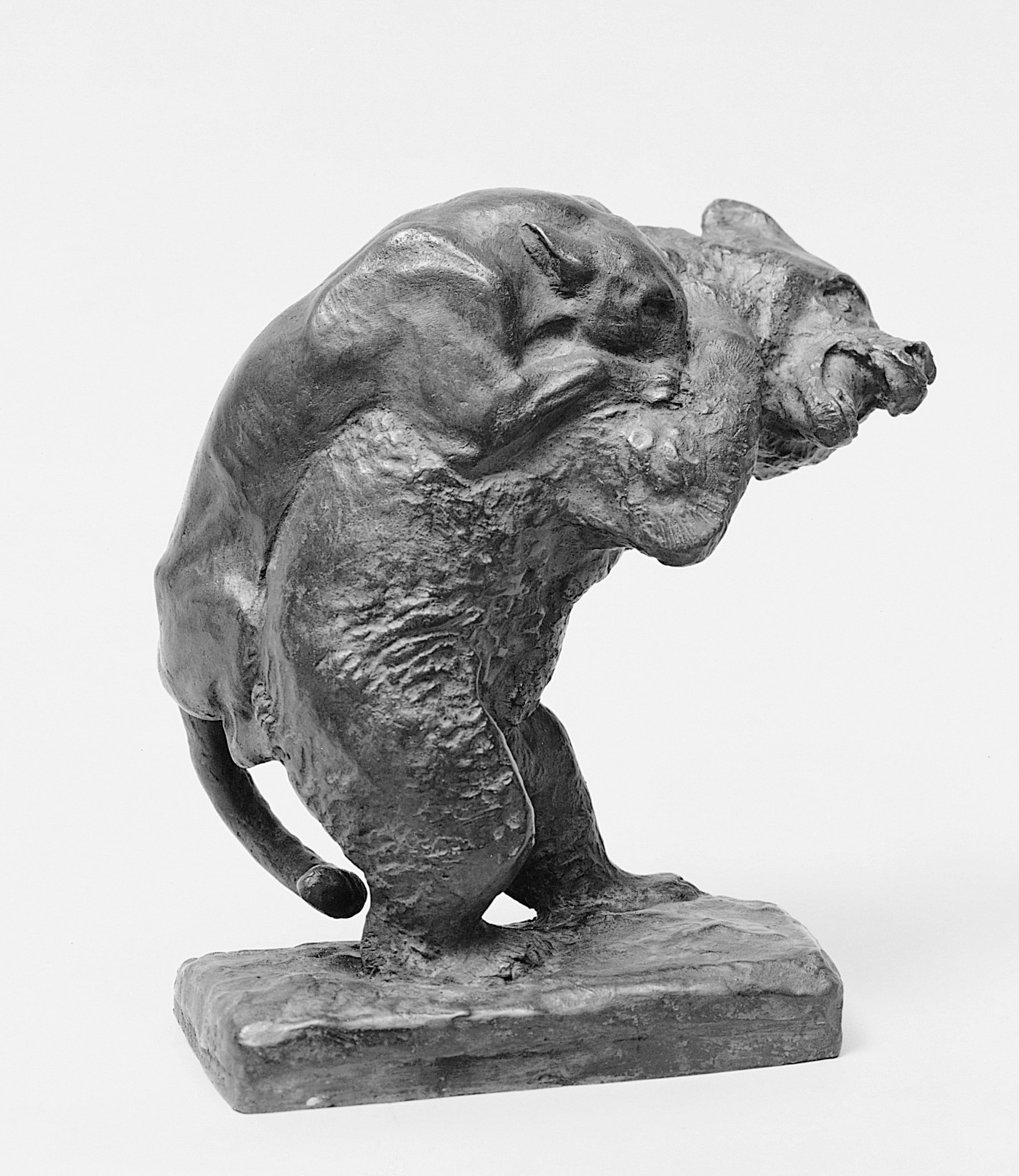
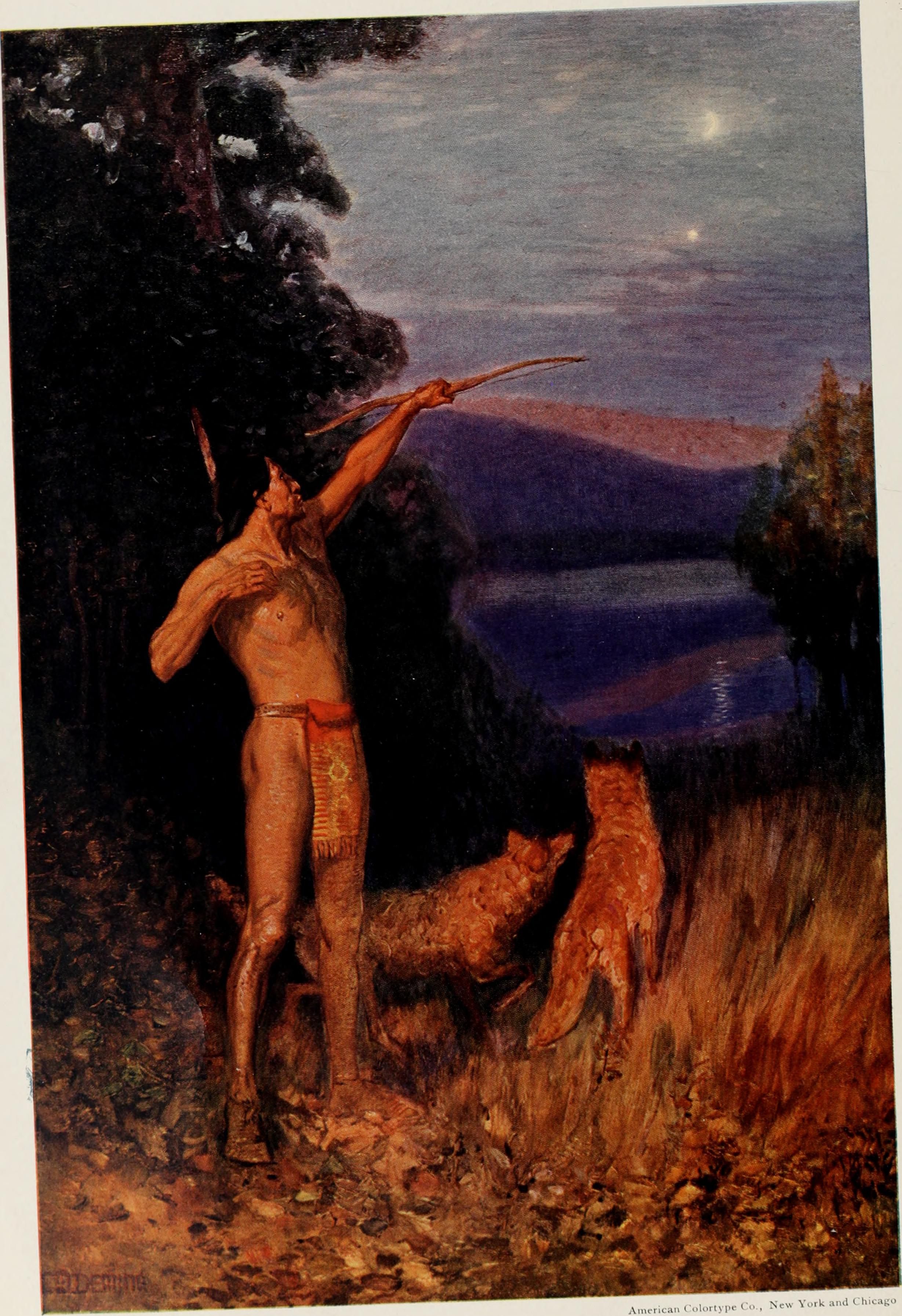
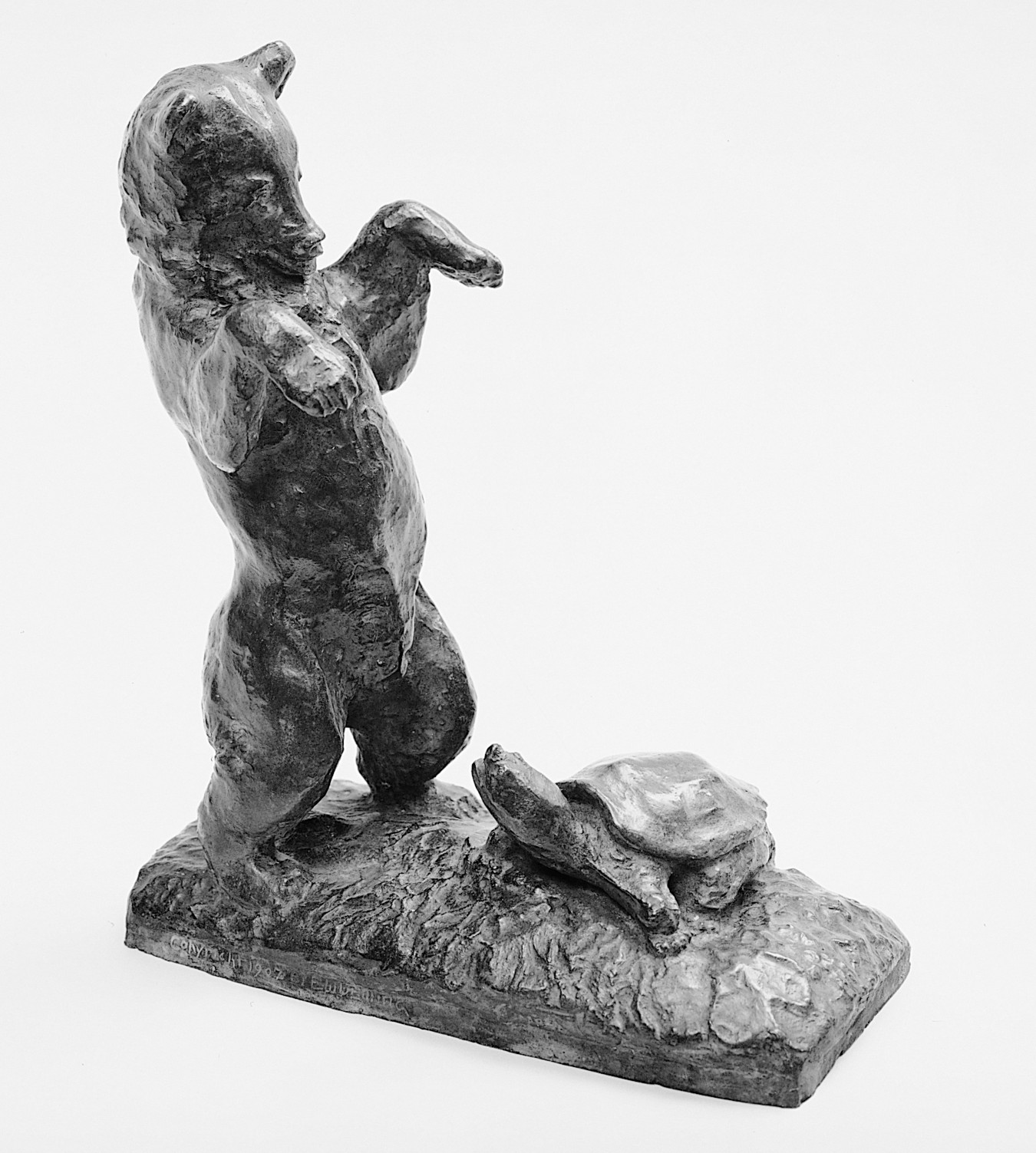
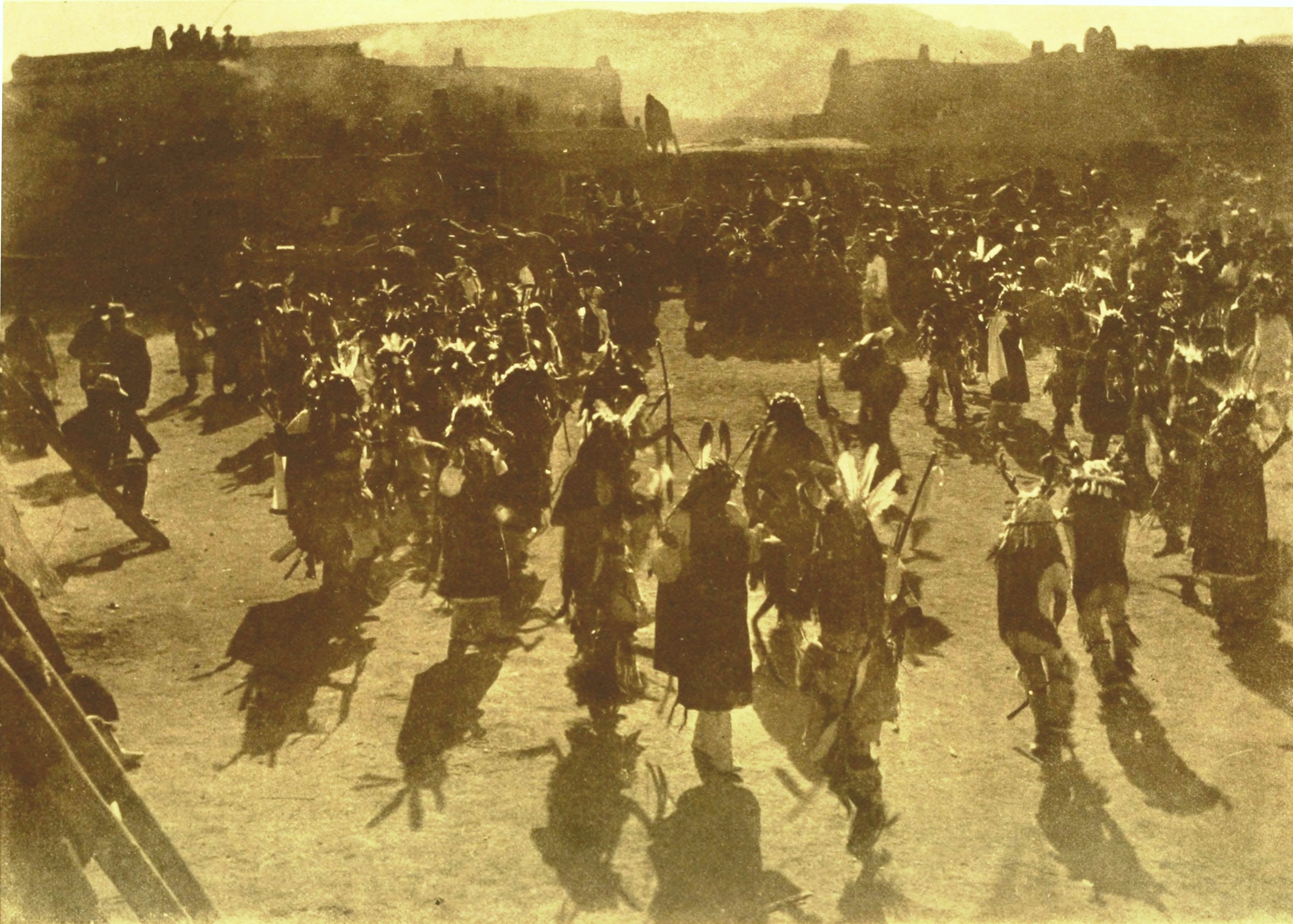